# 1940 год в кино

## Фильмы

### Мировое кино
- «Багдадский вор»/The Thief of Bagdad, Великобритания (реж. Александр Корда)
- «Великий диктатор»/The Great Dictator, США (реж. Чарли Чаплин)
- «Вечный жид»/Der Ewige Jude, Германия (реж. Хипплер Фриц)
- «Гроздья гнева»/The Grapes of Wrath, США (реж. Джон Форд)
- «Двадцать один день»/21 Days, Великобритания (реж. Бэзил Дин)
- «Доктор Циклоп»/Dr. Cyclops, США (реж. Эрнест Б. Шодсак)
- «Дорога на Санта-Фе»/Santa Fe Trail, США (реж. Майкл Кёртис)
- «Еврей Зюсс»/Jud Süß, Германия (реж. Файт Харлан)
- «Его девушка Пятница»/His Girl Friday, США (реж. Говард Хоукс)
- «Знак Зорро»/The Mark of Zorro, США (реж. Рубен Мамулян)
- «Морской ястреб»/The Sea Hawk, США (реж. Майкл Кёртис)
- «Мост Ватерлоо»/Waterloo Bridge, Великобритания (реж. Мервин Лерой)
- «Одна ночь в тропиках»/One Night in the Tropics, США (реж. А. Эдвард Сазерленд)
- «Ребекка»/Rebecca, США (реж. Альфред Хичкок)
- «Филадельфийская история»/The Philadelphia Story, США (реж. Джордж Кьюкор)
- «Человек с Запада»/The Westerner, США (реж. Уильям Уайлер)

### Советское кино

#### Игровое

##### Фильмы Азербайджанской ССР
- Новый горизонт (реж. Григорий Брагинский, Ага-Рза Кулиев).

##### Фильмы Армянской ССР
- Люди нашего колхоза (р/п. Арташес Ай-Артян).
- Храбрый Назар (р/п. Амасий Мартиросян).

##### Фильмы БССР
- Моя любовь (р/п. Владимир Корш-Саблин).

##### Фильмы Грузинской ССР
- Девушка из Хидобани (р/п. Диомиде Антадзе).
- Девушка с того берега (р/п. Лео Эсакия).
- Дружба (р/п. Семён Долидзе).
- Запоздалый жених (р/п. Коте Микаберидзе).
- Родина (р/п. Николай Шенгелая и Диомиде Антадзе).

##### Фильмы РСФСР
- «60 дней» («Командиры запаса»), (реж. Михаил Шапиро)
- «Аринка», (реж. Юрий Музыкант и Надежда Кошеверова)
- «Асаль», (реж. Михаил Егоров, Борис Казачков)
- «Бабы», (реж. Владимир Баталов)
- «Брат героя», (реж. Юрий Васильчиков)
- «Будни», (реж. Борис Шрейбер)
- «Веселей нас нет» («Рубиновые звезды»), (реж. Александр Усольцев-Гарф)
- «Весенний поток», (реж. Владимир Юренев)
- «Ветер с востока», (реж. Абрам Роом)
- «Возвращение», (реж. Ян Фрид)
- «Галя», (реж. Надежда Кошеверова)
- «Гибель «Орла»», (реж. Василий Журавлёв)
- «Дурсун», (реж. Евгений Иванов-Барков)
- «Закон жизни», (реж. Александр Столпер, Борис Иванов)
- «Концерт на экране», (реж. Семён Тимошенко)
- «Концерт-вальс», (реж. Михаил Дубсон, Илья Трауберг)
- «Кубанцы», (реж. Матвей Володарский)
- «Кутузов и Суворов», (реж. Всеволод Пудовкин)
- «Любимая девушка», (реж. Иван Пырьев)
- «Майская ночь», (реж. Николай Садкович)
- «Макар Нечай», (реж. Владимир Шмидтгоф-Лебедев)
- «Мои университеты», (реж. Марк Донской)
- «Музыкальная история», (реж. Александр Ивановский и Герберт Раппапорт)
- «На дальней заставе», (реж. Евгений Брюнчугин)
- «На путях», (реж. Наум Трахтенберг)
- «Небеса», (реж. Юрий Тарич)
- «Обыкновенное дело», (реж. Захид Сабитов)
- «Осень», (реж. Фридрих Эрмлер, Исаак Менакер)
- «Переход», (реж. Александр Иванов)
- «Преступление и наказание», (реж. Павел Коломойцев)
- «Приятели» («Друзья расстались»), (реж. Михаил Гавронский)
- «Разгром Юденича (Эпизод из героической обороны Петрограда)», (реж. Павел Петров-Бытов)
- «Райхан», (реж. Моисей Левин)
- «Салават Юлаев», (реж. Яков Протазанов)
- «Светлый путь», (реж. Григорий Александров)
- «Семнадцатилетние», (реж. Мирон Билинский)
- «Сибиряки», (реж. Лев Кулешов)
- «Случай в вулкане» («Отчаянная голова»), (реж. Евгений Шнейдер, Лев Кулешов)
- «Старый наездник», (реж. Борис Барнет)
- «Суворов», (реж. Всеволод Пудовкин, Михаил Доллер)
- «Тимур и его команда», (реж. Александр Разумный)
- «Цена жизни», (реж. Николай Тихонов)
- «Член правительства», (реж. Иосиф Хейфиц, Александр Зархи)
- «Яков Свердлов», (реж. Сергей Юткевич)

##### Фильмы УССР
- Большая жизнь (р/п. Леонид Луков).
- Пятый океан (р/п. Исидор Анненский).
- Медиафайлы по теме Мих. Зощенко. «Преступление и наказание» на Викискладе

#### Документальное
- «Буковина — земля Украинская», (реж. Александр Довженко, Юлия Солнцева).
- «День нового мира», (реж. Роман Кармен, Михаил Слуцкий)
- «Кино за 20 лет», (реж. Эсфирь Шуб, Всеволод Пудовкин)
- «Линия Маннергейма», (реж. Валерий Соловцов, Василий Беляев)
- Освобождение (р/п. Александр Довженко и Юлия Солнцева).
- «По сталинским местам», (реж. Дмитрий Дубинский)
- «Страна радости», (реж. Левон Исаакаян, Гурген Баласанян)
- «У тёплого моря», (реж. Николай Соловьёв)
- «Эксперименты по оживлению организма», (реж. Давид Яшин)
- «Сила жизни» (реж. Александр Згуриди)
- Медиафайлы по теме «Буковина — земля Украинская» на Викискладе
- Медиафайлы по теме «У тёплого моря» на Викискладе
- Медиафайлы по теме «Эксперименты по оживлению организма» на Викискладе

#### Мультипликационное
- «В кукольной стране», (реж. Вячеслав Левандовский, Георгий Елизаров)
- «И мы на олимпиаду», (реж. Владимир Сутеев)
- «Ивась», (реж. Иван Иванов-Вано)
- «Любимые герои», (реж. Дмитрий Бабиченко)
- «Медвежонок», (реж. Пётр Носов, Александр Евмененко, Ольга Ходатаева)
- «Сказка о глупом мышонке», (реж. Михаил Цехановский)
- «Сказка о попе и его работнике Балде», (реж. Пантелеймон Сазонов)
- «Цирк», (реж. Александр Синицын, Виталий Сюмкин)
- Медиафайлы по теме «И мы на Олимпиаду!» на Викискладе
- Медиафайлы по теме «Любимые герои» на Викискладе
- Медиафайлы по теме «Медвежонок» на Викискладе
- Медиафайлы по теме «Сказка о глупом мышонке» на Викискладе
- Медиафайлы по теме «Сказка о Попе и его работнике Балде» на Викискладе

## Лидеры проката
- «Музыкальная история», (реж. Александр Ивановский и Герберт Раппапорт) — 7 место, 17.9 млн зрителей

## Персоналии

### Родились
- 22 января — Джон Хёрт, британский киноактёр.
- 20 февраля — Павел Лебешев, советский и российский кинооператор и актёр.
- 3 марта — Георгий Мартынюк, советский и российский актёр театра и кино.
- 10 марта — Чак Норрис, американский киноактёр и мастер боевых искусств.
- 13 апреля — Владимир Косма, французский скрипач, дирижёр и композитор кино.
- 17 апреля — Тойво-Пеэт Пукс, эстонский кинорежиссёр-документалист, сценарист, продюсер и монтажёр.
- 25 апреля — Михаил Кононов, советский и российский актёр.
- 22 апреля — Мари Жозе Нат, французская актриса.
- 25 апреля — Аль Пачино, американский актёр.
- 11 мая — Жанна Прохоренко, советская и российская актриса театра и кино, Народная артистка РСФСР.
- 15 мая — Светлана Светличная, советская и российская актриса театра и кино.
- 12 июля — Аня Брайен, норвежская кинорежиссёр, сценарист и актриса.
- 31 июля — Иван Ничев, болгарский кинорежиссёр, сценарист, продюсер и педагог.
- 3 августа — Мартин Шин, американский актёр.
- 10 августа — Вениамин Смехов, советский и российский актёр.
- 11 сентября — Брайан Де Пальма, американский кинорежиссёр, сценарист и продюсер.
- 6 октября — Виктор Павлов, советский и российский актёр театра и кино.
- 19 октября — Майкл Гэмбон, британский киноактёр.
- 6 ноября — Алла Сурикова, советский и российский кинорежиссёр и сценарист, Народная артистка России.
- 22 ноября — Терри Гиллиам, американский кинорежиссёр, сценарист, актёр, мультипликатор, художник. Участник известной британской комик-группы Монти Пайтон.
- 27 ноября — Брюс Ли, мастер восточных единоборств, американский и гонконгский актёр, режиссёр, постановщик боевых сцен.

### Скончались
- 27 февраля — Зофья Чаплиньская, польская актриса театра и кино.